# Kirnitzschtalbahn
Kirnitzschtalbahn – linia tramwajowa zlokalizowana w saksońskiej miejscowości uzdrowiskowej Bad Schandau. Prowadzi do wodospadu Lichtenhainer Wasserfall.

## Historia
Linia została otwarta w sobotę 28 maja 1898. Trasa została poprowadzona od hotelu Lindenhof do wodospadu Lichtenhainer Wasserfall. W czerwcu 1969, podczas remontu, zlikwidowane zostały dwa początkowe przystanki zlokalizowane w centrum i cztery mijanki. Na trasie zlokalizowanych jest dziewięć przystanków. Wszystkie przystanki na trasie są warunkowymi z wyjątkiem przystanków krańcowych Kurpark i Lichtenhainer Wasserfall. Od kwietnia do października funkcjonuje letni rozkład jazdy. Natomiast w pozostałym okresie funkcjonuje rozkład zimowy. W zimowym rozkładzie na trasie kursuje tylko jeden skład. W miejscowości kursują dwuosiowe wagony silnikowe i doczepne wyprodukowane w latach 1957–1968 w zakładach Gothawagen. Trasa wiedzie w dolinie rzeki Kirnitzsch w otoczeniu formacji skalnych. Jest to jedyna niemiecka trasa tramwajowa poprowadzona przez park narodowy. Kursowanie tramwaju jest popularną atrakcją turystyczną Saksonii.